# Leonardo Fagúndez
Leonardo Fagúndez, vollständiger Name Leonardo Gabriel Fagúndez Fernández, (* 24. September 1993 in Argentinien) ist ein argentinischer Fußballspieler.

## Karriere
Der 1,69 Meter große Offensivakteur Fagúndez spielte mindestens in den Spielzeiten 2011/12 und 2013/14 für den Club Almirante Brown. In der letztgenannten Saison lief er siebenmal (kein Tor) in der Primera B Nacional auf. Mitte Januar 2015 wechselte er zum seinerzeitigen uruguayischen Erstligisten Rampla Juniors. Für diesen bestritt er in der Clausura 2015 acht Spiele (kein Tor) in der Primera División. Den Abstieg am Saisonende konnte er mit seiner Mannschaft aber nicht verhindern. Für das folgende Halbjahr sind weder eine Kaderzugehörigkeit noch Einsätze für ihn verzeichnet. Ab Jahresbeginn 2016 setzte er seine Karriere in Argentinien bei Defensores de Belgrano fort und kam dort zu einem Einsatz (kein Tor) im Torneo Argentino A. In der zweiten Julihälfte 2016 schloss er sich San Martín Burzaco an.